# Скурат, Константин Ефимович
Константи́н Ефи́мович Скурат (29 августа 1929, село Комайск, Польская республика — 15 декабря 2021) — российский историк церкви, богослов, преподаватель. Заслуженный профессор МДА (2003). Доктор богословия (2014).

## Биография
Родился 29 августа 1929 года в селе Комайск, Польша (ныне Витебская область Белоруссии) в крестьянской семье.
Учился сначала в польской школе, в годы оккупации — немецкой, после освобождения Белоруссии — советской. Окончил общеобразовательную среднюю школу с серебряной медалью.
В 1951 году с отличием окончил Минскую духовную семинарию, после чего поступил в Московскую духовную академию, которую окончил в 1955 году (также с отличием). За труд на тему «Христианское учение о молитве и её значении в деле нравственного совершенствования» получил ученую степень кандидата богословия и был оставлен при академии в качестве профессорского стипендиата по кафедре истории Русской церкви и преподавателя Московской духовной семинарии.
С 1955 года — преподаватель Московских духовных школ (катехизис, история Русской церкви, общая церковная история, догматическое богословие, патрология, греческий язык, история Древней церкви). В 1964 году удостоен звания доцента.
1 октября 1970 года в МДА защитил магистерскую диссертацию на тему «Сотериология святого Афанасия Великого».
В 1978 году присвоена степень доктора церковной истории за работу «Поместные православные церкви».
С 2003 года — заслуженный профессор Московской духовной академии и почётный член Минской духовной академии.
С 2008 года — почётный профессор Ярославской духовной семинарии.
15 июня 2014 года удостоен степени доктора богословия.
Скончался 15 декабря 2021 года на 93-м году жизни. 17 декабря заупокойную Божественную литургию в Покровском академическом храме, а по её окончании чин отпевания совершили митрополит Тверской и Кашинский Амвросий и ректор МДА епископ Звенигородский Феодорит в сослужении сонма духовенства. Погребён в историческом некрополе Московской духовной академии, который располагается в Троице-Сергиевой лавре у здания Царских чертогов.

## Семья
Сын: Николай 1959 года рождения, протоиерей РПЦ, секретарь Учебной комиссии Сретенской духовной семинарии.

## Награды

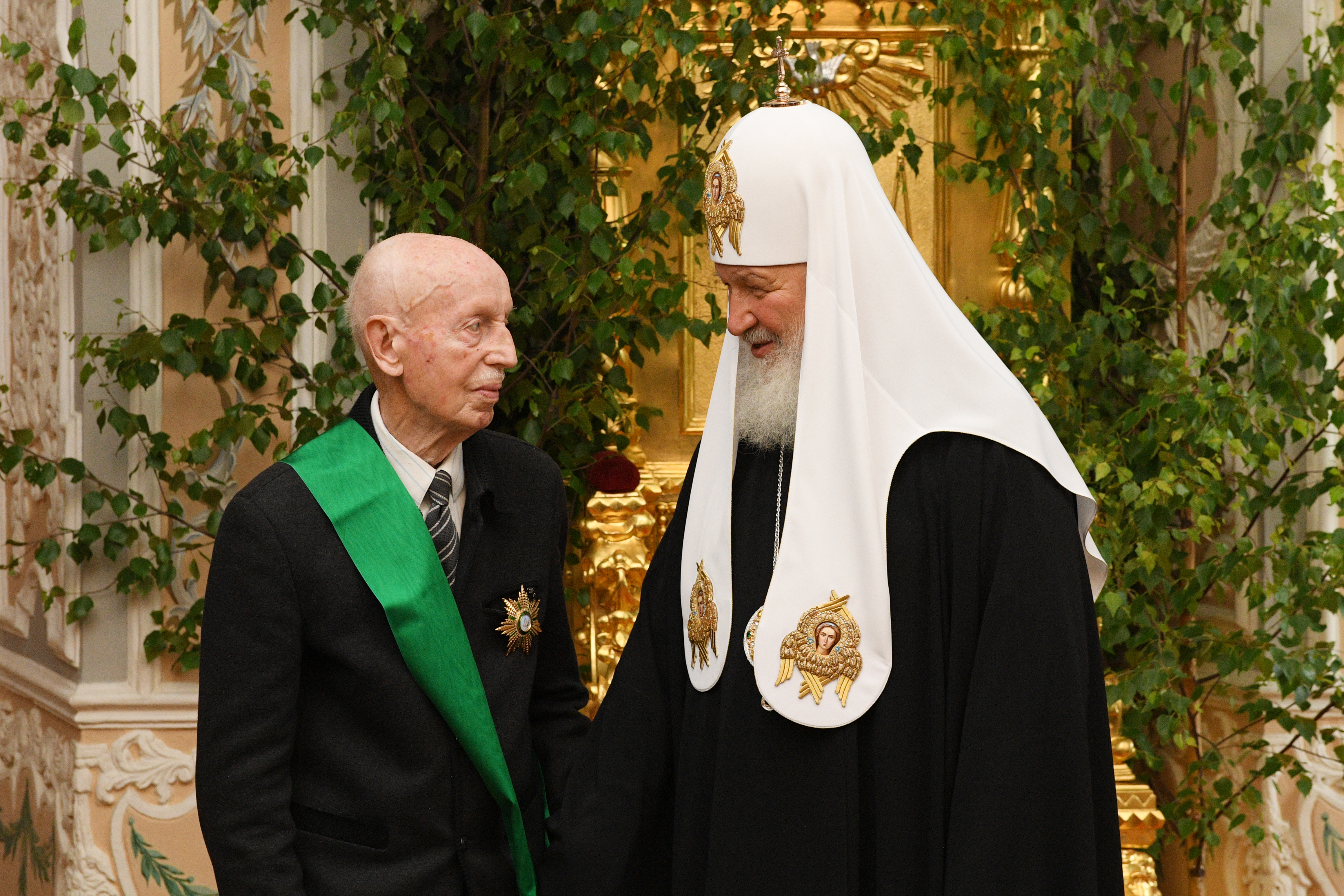

- орден Святого Владимира III степени (1971)
- орден Святого Владимира II степени (1979)
- орден Преподобного Сергия Радонежского III степени (1985)
- орден Преподобного Сергия Радонежского II степени (1989)
- орден Преподобного Сергия Радонежского I степени (2014)
- орден Святого благоверного князя Даниила Московского III степени (1995)
- орден Святого благоверного князя Даниила Московского II степени (1999)
- орден Святителя Макария, митрополита Московского II степени (2004)
- орден Святителя Кирилла Туровского I степени (2008)
- орден Почёта Кузбасса (2014)
- орден Славы и чести I степени (2019)
- ордена Александрийской, Болгарской православных церквей, медали Иерусалимской и Румынской православных церквей, Российской Федерации, а также Московской духовной академии, Санкт-Петербургской духовной академии.

## Публикации
статьи
- Святой благоверный великий князь Михаил Ярославич Тверской // Журнал Московской Патриархии. 1958. — № 4. — С. 68-72.
- Митрополит Московский Платон как проповедник // Журнал Московской Патриархии. 1958. — № 10. — С. 57-64.
- Христианская молитва // Журнал Московской Патриархии. 1958. — № 11. — С. 42-48.
- Святой Петр, Митрополит Московский // Журнал Московской Патриархии. 1959. — № 8. — С. 54-59.
- Святой Иоанн Лествичник — учитель молитвы // Журнал Московской Патриархии. 1964. — № 4. — С. 57-63.
- Славный юбилей (к 150-летию Московской духовной академии) // Журнал Московской Патриархии. 1965. — № 1. — С. 16-23 (в соавторстве с священником С. Соколовым, А. И. Осиповым, В. Бороздиновым)
- Окончание учебного года в Московских духовных школах // Журнал Московской Патриархии. 1967. — № 7. — С. 12-15.
- Филаретовский вечер // Журнал Московской Патриархии. 1967. — № 2. — С. 24-26.
- Торжество Православия // Журнал Московской Патриархии. 1968. — № 4. — С. 6-8.
- Святая Пасхальная ночь // Журнал Московской Патриархии. 1968. — № 6. — С. 6.
- Церковь Святого Града // Журнал Московской Патриархии. 1968. — № 11. — С. 42-48.
- Сербская Православная Церковь (справка) // Журнал Московской Патриархии. 1969. — № 9. — С. 60.
- Автокефальная Православная Церковь в Америке // Журнал Московской Патриархии. 1971. — № 5. — С. 50-54.
- Автокефальная Православная Церковь в Америке // Журнал Московской Патриархии. 1971. — № 6. — С. 57-60.
- Сотериология св. Иринея Лионского // Богословские труды. 1971. — № 6. — С. 47-78.
- Сотериология святого Афанасия Великого (автореферат одноимённой диссертации, представленной на соискание ученой степени магистра богословия) // Богословские труды. 1971. — № 7. — С. 257—262
- Элладская Православная Церковь // Журнал Московской Патриархии. 1972. — № 11. — С. 49-50.
- Элладская Православная Церковь // Журнал Московской Патриархии. 1972. — № 12. — С. 49-52.
- Завершение спасения человека — обожение (по творениям святого Афанасия Великого) // Журнал Московской Патриархии. 1973. — № 5. — С. 61-64.
- Православная Церковь Кипра (страницы духовной жизни) // Журнал Московской Патриархии. 1973. — № 7. — С. 52-56.
- Православная Автокефальная Церковь в Чехословакии // Журнал Московской Патриархии. 1973. — № 2. — С. 47-50.
- Православная Автокефальная Церковь в Чехословакии // Журнал Московской Патриархии. 1973. — № 3. — С. 46-51.
- Страницы духовной жизни Православной Церкви в Чехословакии. Святые Чехии и Словакии // Журнал Московской Патриархии. 1973. — № 4. — С. 45-47.
- Спасение и Церковь (по творениям святого Афанасия Великого) // Журнал Московской Патриархии. 1973. — № 8. — С. 63-68.
- Учение св. Афанасия Великого о Боговоплощении как основе спасения // Богословские труды. 1973. — № 11. — С. 120—128.
- Румынская Православная Церковь // Журнал Московской Патриархии. 1974. — № 1. — С. 47-54.
- Предстоятели Болгарской Православной Церкви после восстановления её патриаршества // Журнал Московской Патриархии. 1975. — № 6. — С. 38-41.
- Современное положение и духовная жизнь Болгарской Церкви // Журнал Московской Патриархии. 1976. — № 3. — С. 54-57.
- Второй конгресс православных богословских школ // Журнал Московской Патриархии. 1977. — № 3. — С. 43-49.
- Аспекты и факты истории русско-болгарского братства и дружбы // Журнал Московской Патриархии. 1978. — № 4. — С. 56-59.
- Аспекты и факты истории русско-болгарского братства и дружбы // Журнал Московской Патриархии. 1978. — № 5. — С. 47-50.
- Церковь как место освящения (Ин. 17, 17-19) // Журнал Московской Патриархии. 1979. — № 2. — С. 75-79.
- Финляндская Православная Церковь // Журнал Московской Патриархии. 1979. — № 8. — С. 54-57.
- Финляндская Православная Церковь // Журнал Московской Патриархии. 1979. — № 9. — С. 46-49.
- Памяти святителя Василия Великого // Журнал Московской Патриархии. 1980. — № 1. — С. 45-48.
- Последование Христу Спасителю в духовно-нравственном совершенствовании (Мк.10,17-31; Рим.12,1,2,9; Флп.2,5) // Журнал Московской Патриархии. 1981. — № 10. — С. 57-61.
- Слово в день праздника Вознесения Господня // Журнал Московской Патриархии. 1982. — № 4. — С. 37-39.
- Рождество Богородицы — радость миру // Журнал Московской Патриархии. 1982. — № 10. — С. 51-52.
- Паломничество в места священных воспоминаний // Журнал Московской Патриархии. 1982. — № 12. — С. 44-46.
- Богоявление в жизни мира // Журнал Московской Патриархии. 1983. — № 1. — С. 42-43.
- Слова вечной жизни Святейшего Патриарха Пимена [доклад на торжественном собрании в МДА и МДС] // Журнал Московской Патриархии. 1983. — № 2. — С. 37-44.
- Единство Святой Церкви и Поместные Православные Церкви (догматико-канонический очерк) // Богословские труды. 1983. — № 24. — С. 197—213.
- Братский визит Патриарха Пимена в Румынию (11-17 октября 1983 года) // Журнал Московской Патриархии. 1984. — № 7. — С. 6-12.
- В день праздника Пятидесятницы // Журнал Московской Патриархии. 1985. — № 6. — С. 33-34.
- В день Успения Божией Матери // Журнал Московской Патриархии. 1985. — № 9. — С. 41-42.
- Молитва истинная (в Неделю о мытаре и фарисее) // Журнал Московской Патриархии. 1986. — № 3. — С. 34-36.
- Таинство Покаяния. Чинопоследование исповеди // Журнал Московской Патриархии. 1986. — № 4. — С. 72-74. (в сосавторстве с протоиереем Геннадием Нефёдовым)
- Богословие любви // Журнал Московской Патриархии. 1986. — № 9. — С. 36-37.
- «Синаппи-VII» [VII богословское собеседование между Русской Православной Церковью и Евангелическо-Лютеранской Церковью Финляндии (Миккели, Финляндия, 3-11 июня 1986 года)] // Журнал Московской Патриархии. 1986. — № 11. — С. 65-67.
- Русская Православная Церковь в освобождении балканских народов от ига Османской империи // Богословские труды. 1987. — № 28. — С. 120—174.
- Догматические темы в русской церковной литературе XI—XVII веков // Богословские труды. 1989. — № 29. — С. 5-19.
- Богословские труды митрополита Калининского и Кашинского Алексия // Журнал Московской Патриархии. 1989. — № 3. — С. 31-32.
- Константинопольский Патриархат и проблема диаспоры // Журнал Московской Патриархии. 1989. — № 9. — С. 60-63.
- Константинопольский Патриархат и проблема диаспоры // Журнал Московской Патриархии. 1989. — № 10. — С. 45-49
- Святой Григорий Богослов о любомудрии и богопознании (к 1600-летию со дня преставления (389—1989)) // Журнал Московской Патриархии. 1989. — № 10. — С. 59-63
- Люби ближнего своего (по русской церковной литературе XI—XVII веков) // Журнал Московской Патриархии. 1990. — № 3. — С. 69-72.
- Патрологические труды профессора МДА И. В. Попова // Богословские труды. 1990. — № 30. — С. 83-116.
- Заповеди блаженства — лествица духовного совершенствования // Богословские труды. 1990. — № 30. — С. 320—327.
- Внутреннее устроение христианина в искусстве церковного слова Древней Руси // Богословские труды. 1993. — № 31. — С. 296—313.
- В день празднования Курской иконы Божией Матери «Знамение» // Журнал Московской Патриархии. 1995. — № 9-10. — С. 60-62.
- Московская духовная академия в 1814—1869 гг. // Богословский вестник. 1996. — [Т.] 1. № 2. — С. 58-73.
- Обличение пороков в русской церковной литературе XI—XVII веков // Богословские труды. 1996. — № 32. — С. 223—234.
- Наставления Митерикона благоговейным подвижницам // Журнал Московской Патриархии. 1996. — № 9. — С. 66-73.
- Христианское учение о молитве и её значение в деле духовно-нравственного совершенствования // Богословские труды. 1997. — № 33. — С. 5-62.
- Святитель Иоанн Златоуст — боголюбезнейшей Олимпиаде // Журнал Московской Патриархии. 1997. — № 8. — С. 72-79.
- Проявление апостольской веры в жизни Церкви // Богословский вестник. — Серг. П., 1998. — [Т.] 2. Вып. 2. — С. 60-81.
- С 1947 года…: (Воспоминания) // Богословский вестник. — Серг. П., 2000. [Т.] 2. — Вып. 3. — С. 18—60.
- Чешских земель и Словакии Православная Церковь: Исторический очерк Православной Церкви Чешских земель и Словакии. // Богословский вестник. — Серг. П., 2003. — №. 3. — С. 165—193.
- Отзыв на канд. дисс. прот. Валентина Асмуса на тему: «Православие, государственность, культура». // Богословский вестник. — Серг. П., 2003. — №. 3. — С. 358—364.
- Чешских земель и Словакии Православная Церковь: Исторический очерк Православной Церкви Чешских земель и Словакии. // Богословский вестник. 2004. — №. 4. — С. 220—253.
- Отзыв на канд. дисс. иерея Сергия Дробы на тему: «Проблема воспитания детей и молодежи в русской церковной литературе новейшего периода (1917—1990 гг.)». // Богословский вестник. 2004. — №. 4. — С. 520—524.
- К духовному облику митрополита Платона [Левшина] // Платоновские чтения 1 декабря 2004: Сборник материалов. — М., 2005. — [Вып. 1]. — С. 7-12.
- Исполин внутреннего мира // Мы все были у него в сердце: воспоминания об архимандрите Кирилле (Павлове) : [посвящается 100-летию со дня рождения]. — Сергиев Посад: Свято-Троицкая Сергиева лавра, 2019. — C. 194—195

книги
- Конспект по общей церковной истории для 4-го класса Семинарии; Киев. Духов. семинария. — Киев : б. и., 1979. — [2], 142 с.;
- История Поместных Православных Церквей. Т. 1. — М. : Фирма «Рус. огни» : АНС, 1994. — 334,[1] с. : ил.; ISBN 5-88599-001-8
- История Поместных Православных Церквей. Т. 2. — М. : Фирма «Рус. огни» : АНС, 1994. — 318 с. : — ISBN 5-88599-002-6
- Профессор Московской духовной академии Константин Ефимович Скурат : [Библиография / Предисл. и сост. свящ. С. Правдолюбова]. — М. : Святитель Киприанъ : О-во содействия изучению литург. рукоп., 1996. — 44,[3] с. : ил.; 20 см. — (Труженики и подвижники XX века; Вып. 1).; ISBN 5-89320-002-0 : Б. ц., 500 экз.
- Идите и научите : Сб. проповедей. — Минск : Лучи Софии, 1998. — 356 с.; 21 см; ISBN 985-6171-04-0
  - Идите и научите : сб. проповедей. — Сергиев Посад : Моск. Духов. Акад., 1998. — 335 с. : ил.; 22 см; ISBN 5-88253-020-2
- Великие учители Церкви. — Клин : Фонд «Христиан. жизнь», 1999. — 284, [3] с.; 20 см. — (Серия: Православие сегодня).; ISBN 5-93313-010-9
- Необыкновенное в обыкновенном. — Клин : Фонд «Христиан. жизнь», 1999. — 78, [1] с. : ил.; 16 см. — (Серия: Православие сегодня).
- Христианское учение о молитве и её значении в деле нравственного совершенствования / К. Е. Скурат. — Клин : Фонд «Христиан. жизнь», 1999. — 175 с.; 20 см. — (Серия: Православие сегодня).; ISBN 5-93313-006-0
- О святом Православии : [Основы Православ. веры] / Константин Ефимович Скурат. — М. : Про-пресс, 2002. — 158, [1] с. : ил., портр.; 20 см; ISBN 5-89510-017-1
- Православные основы культуры в памятниках литературы Древней Руси. — М. : Покров, 2003 (Домодедово : ДПК). — 125, [3] с.; 20 см; ISBN 5-94790-010-6
- Золотой век святоотеческой письменности (IV-первая половина V в.) : учеб. пособие по Патрологии / К. Е. Скурат. — [М.] : Свято-Троиц. Сергиева Лавра : Моск. Духов. акад., 2003. — 319, [1] с.;
- Лампада глинская : К. Е. Скурат : старчество в соврем. мире. — М. : Русскій Хронографъ 1991, 2005 (Тип. АО Мол. гвардия). — 222, [1] с.; 17 cм.; ISBN 5-85134-080-0
- Святые отцы и церковные писатели доникейского периода (I—III вв.) : учеб. пособие по патрологии / К. Е. Скурат. — Москва : Моск. Духовная Акад. : Свято-Троиц. Сергиева Лавра, 2005. — 255, [1] с.;
- Собрание сочинений
  - Т. [1]: Воспоминания. Труды по патрологии (I—V века). — 2006. — 567 с. — ISBN 5-9900622-3-0
  - Т. [2]: Наставления Великих учителей Церкви. — 2008. — 700 с. : ил., портр.; 25 см; ISBN 978-5-903487-04-02
  - Т. 3: Русские святые-их наставления. — 2009. — 831 с.; ISBN 978-5-903-487-03-5
  - Т. 4: Святость Руси. — 2011. — 725 с. : ил., портр.; ISBN 978-5-905019-05-0
  - Т. 5: Святое Православие. — Яхрома : Троицкий собор, 2012. — 596 с. : портр.; 25 см; ISBN 978-5-905019-11-1 (в пер.)
  - Т. 6: Верую и исповедую. — [2015]. — 511 с. : ил.; ISBN 978-5-9905544-4-3
  - Т. 7: Из прошлого и настоящего. — 2015. — 649, [2] с. : ил.; ISBN 978-5-91526-015-2 : 1000 экз.
  - Т. 8: Немного о многом. — 2015. — 510, [1] с. : факс.; ISBN 978-5-91526-016-9 : 1000 экз.
  - Т. 9: Живите во славу Божию : (по письмам благодатных Наставников Русской Церкви). — 2015. — 334, [1] с. : ил.; ISBN 978-5-91526-017-6 : 1000 экз.
  - Т. 10: История поместных православных церквей. — 2015. — 684, [3] с. : ил.; ISBN 978-5-91526-018-3 : 1000 экз.
  - Прил. к т. 10: Указатель трудов. 1955—2015 гг. — 2016. — 95 с.; ISBN 978-5-91526-019-0 : 300 экз.
- Избранные труды. — Сергиев Посад: Издательство Свято-Троицкой Сергиевой Лавры, 2008. — 1016 с.
- Алфавит духовный. Новые исповедники Святой Руси о вечном / проф. К. Е. Скурат. — Москва : Ковчег, 2013. — 271, [1] с. : портр.; 25 см; ISBN 978-5-98317-307-1
- Алфавит духовный: из писем Учителей Русской Церкви. — Москва : Ковчег, 2014. — 223 с. : портр.; 24 см
- Живите во славу Божию: (по письмам благодатных Наставников Русской Церкви). — Москва : Ковчег, 2015. — 191 с. — (Алфавит духовный; кн. 5).; ISBN 978-5-906652-39-3 : 3000 экз.